# ACME
ACME (englisch acme ‚Gipfel‘, ‚Höhepunkt‘, von altgriechisch ἀκμή akmē ‚Höhepunkt‘) wird im englischen Sprachraum gern als Name für ein fiktives Unternehmen und fiktive Markenprodukte verwendet. Weitere Beispiele hierfür sind Finder-Spyder, Oceanic Airlines oder Morley Cigarettes.
Der Begriff wurde mit den Zeichentrickfilmen der Warner Bros., insbesondere der Road-Runner-Reihe, bekannt und steht für ein fiktives Unternehmen. Um nicht mit dem US-amerikanischen Markenrecht in Konflikt zu kommen, haben die Zeichner ein Unternehmen erfunden, das alle Gegenstände produziert, welche in den Filmen benötigt werden. Von alltäglichen Konsumprodukten wie Kleidung und Zahnpasta bis hin zu ausgefallenen Dingen wie Taschenraketen und Laserkanonen gibt es nichts, was ACME nicht herstellt. Es gibt Andeutungen in verschiedenen Warner-Bros.-Zeichentrickserien, dass ACME von Road Runner persönlich betrieben wird (z. B. in Road Runner: To Beep or not to Beep, Freeze Frame; Tiny Toon in einem Gerichtsverfahren).
Erst später interpretierte man das Wort ACME als Backronym für A Company that Manufactures/Makes Everything (Ein Unternehmen, das alles herstellt) oder auch American Company that Manufactures/Makes Everything (Amerikanisches Unternehmen, das alles herstellt).
Im Film Falsches Spiel mit Roger Rabbit wurde basierend auf der Firma die Figur Marvin Acme als Besitzer dieses fiktiven Unternehmens eingebracht.
Es gab und gibt jedoch mehrere wirkliche Unternehmen, die als ACME firmieren.
Die Filialen des Discounters Lidl in den USA bieten Fischkonserven unter dem Markennamen „ACME“ an.

## Mögliche Vorbilder

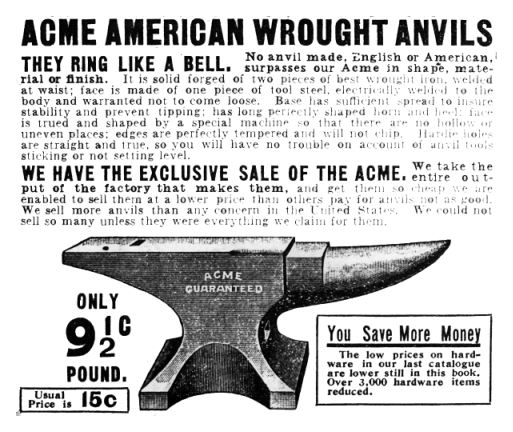
Ein ACME-Produkt aus dem Sears-Katalog von 1902

Chuck Jones, Regisseur zahlreicher Warner-Brothers-Cartoons, erklärte Anfang der 1980er-Jahre im Rahmen eines Vortrags an der Universität von Dayton, dass ACME der Name eines realen Unternehmens war. Die Werbung dieses Unternehmens war Mitte der 1930er-Jahre auf der Rückseite eines Telefonbuchs in Burbank, Kalifornien, zu finden; im allgemeinen Sprachgebrauch wurde seither dieses Rufnummernverzeichnis gerne als das ACME bezeichnet. Jones gab in Interviews in dem Dokumentar-Kurzfilm Chuck Jones: Memories of Childhood (2009) folgende – etwas abweichende – Erklärung ab: „Wenn Sie in den Gelben Seiten beispielsweise unter Drogerien nachgeschaut haben, dann konnten Sie sehen, dass die erste Acme Drugs war. Warum? Weil ‚ac‘ so weit vorne war, wie es maximal möglich war.“
1872 gab es bereits die Acme Oil Company of New York mit Sitz in Titusville. Diese gehörte mittelbar zum Standard Oil Trust.
„Acme“ war Anfang der 1900er-Jahre der Name einer Eigenmarke des Versandhandelsunternehmens Sears Roebuck and Company, besser bekannt unter der Kurzform Sears. Der Katalog von Sears war damals schon eine Institution, da das Unternehmen nicht nur Konsumartikel des alltäglichen Bedarfs, sondern auch Großgeräte für Haus und Küche sowie ganze Häuser in Bausätzen bis in die entlegensten Regionen der USA versandte.
In Deutschland gab es in den 1920er-Jahren eine Plattenmarke ACME, die US-Aufnahmen für den deutschen Markt herausbrachte.

## Weitere Nennungen
- In dem Film Braindead wird ein Fleischwolf mit dem ACME-Logo verwendet.
- In dem Film Einsam sind die Tapferen taucht ein Lkw mit dem ACME-Logo auf.
- In vielen Der rosarote Panther (1963) Episoden taucht ACME als fiktiver Firmenname auf.
- In dem Film Tote schlafen fest trifft Philip Marlowe im „ACME Book Store“ auf die namenlose Buchhändlerin.
- In dem Film Eine Leiche zum Dessert ist der zweite Zettel, den die taubstumme Köchin dem blinden Butler hinhält, von der „Acme Letter Writing Company“ geschrieben.
- In der Parodie Das Schweigen der Hammel ist ein ACME Air Conditioner zu sehen.
- In der von Filmation hergestellten Zeichentrickserie Ghostbusters, die in den 1980er-Jahren ausgestrahlt wurde, erschien in einer der ersten Episoden ein LKW mit der Aufschrift „ACME“.
- Auch Mal Block, die Figur aus dem Adventure Toonstruck, bekommt ein paar Gadgets von der Firma „ACME“, um das Spiel zu bestreiten.
- JFK – Tatort Dallas: Während Staatsanwalt Garrison seine Sicht des Tathergangs darlegt und diese für den Betrachter szenisch dargestellt wird, huscht jemand durch das Bild, auf dessen Overall-Rücken „ACME“ steht.
- James Bond 007 – Lizenz zum Töten: Als Bond an den Fischbecken vorbeiläuft, sieht man im Hintergrund über den Aquarien die Aufschrift „ACME“.
- Last Action Hero: Jack Slater wird mit Dynamitladungen beworfen, die aus einer Kiste mit der Aufschrift „ACME Explosives“ entnommen werden.
- In dem „Vorfilm“ von Der Sinn des Lebens wird das Gebäude, in dem die alten Männer arbeiten, von der „ACME Stone Cleaning“-Firma restauriert.
- In Brian De Palmas Film Die Schwestern des Bösen (Orig. Sisters) von 1973 trägt die Umzugsfirma den Namen „ACME“.
- In The Sixth Sense verlässt die Mutter, den Sohn in einem Einkaufswagen schiebend, ein Kaufhaus namens ACME.
- In Die Waffen der Frauen sucht die neue Chefin (Sigourney Weaver) nach einem Caterer für ihre Einstandsfeier. Die Mitarbeiterin Ginny schlägt einen Caterer namens „ACME eats“ vor.
- In Der letzte Tycoon erscheinen „Acme Medical College“ in einem auszugsweise gezeigten Stummfilm.
- In der Serie Die nackte Pistole gibt es die „ACME Finance Credit Union“ sowie diverse Firmen mit dem Namen „ACME“.
- In der Zeichentrickserie Pinky und der Brain leben die beiden Protagonisten in den Laboren der „ACME Labs“.
- In Der rosarote Panther kehrt zurück fährt Inspektor Clouseau in einer seiner Verkleidungen eine rote Kastenente (2CV Kombi) mit ACME-Aufschrift.
- In Sergio Leones Zwei glorreiche Halunken (Orig. The Good, the Bad and the Ugly) sind Kisten beim Waffenhändler mit „ACME extra black powder“ beschriftet.
- In Harold Lloyds Film Ausgerechnet Wolkenkratzer! (Orig. Safety Last) von 1923 trägt ein Kleinladen den Namen „ACME DRUG CO.“.
- In dem Spiel Cuphead im Level „Perilous Piers“ ist im Hintergrund ein Unternehmen namens „ACME SHIPPING“ zu sehen.
- Im Musikvideo zu „Doing It All for My Baby“ von Huey Lewis & the News von 1987 steuern die Leichendiebe ein Auto mit der Aufschrift „ACME MAT CO.“
- Im Film The Wrestler – Ruhm, Liebe, Schmerz arbeitet der Protagonist Randy Robinson im ACME Supermarkt.
- Im Die drei ??? (Hörspiel) Nr. 20 „Die flammende Spur“ werden ACME Fotokopiergeräte an ein Büro unter der Adresse 2901 Willshire Boulevard genannt.
- Im Film Looney Tunes: Back in Action gehört dem Bösewicht Mr. Chairman die Firma ACME, welche verschiedenste Waffen aber auch Alltagsgegenstände wie Turnschuhe herstellt.
- Ein Taxi der Firma ACME kommt im Film Mr. Hobbs macht Ferien vor.
- In der ersten Ausgabe des Jump-’n’-Run-Spiels Duke Nukem von 1991 sind häufig Schilder mit der Aufschrift ACME zu sehen, die herabstürzen, sobald Duke unter ihnen steht.
- In der Episode Do You See What I See (S04E21) der Serie Eureka werden aus allen Charakteren Zeichentrickfiguren. Jo Lupo trägt eine Bombe mit der Aufschrift „ACME“.
- Im Film Der Schnüffler (1967) sind die verschwundenen Juwelen bei der „ACME Insurance Company“ versichert.
- Ein Auto der Baufirma „ACME Construction“ fährt im Filme The Day of the Wolves (1971) vorbei.
- In der Serie My Name is Earl wird in Staffel 3 Folge 5 ein Raum mit Pappkartons von ACME gezeigt.
- In der Serie Stranger Things (Staffel 4, vorletzte Folge Kapitel acht: Papa) steht ein Arzneimittelfläschchen mit ACME-Logo im Versuchslabor.
- In der Warner Bros. World Abu Dhabi basiert die Thematisierung der Attraktionen Ani-Mayhem und ACME-Factory auf einem Besuch einer Loony Tunes Cartoon ACME-Fabrik.[9]
- In Folge 28 der sechsten Staffel von Mit Schirm, Charme und Melone kommt die Firma ACME Precision Combine Ltd. vor.
- In der Serie The Sopranos kommt in den Träumen von Tony Soprano und auch in einem Traum seiner Therapeutin die Marke ACME vor, z. B. träumt Dr. Melfi von einem ACME Getränkeautomat in Staffel 3, Folge 4.
- In der Serie Two and a Half Men/Staffel 8, Folge 7 macht Rose Charlie vor, sie heiratet einen Manni Quinn. Für diesen Schwindel ist die Kirche voller Schaufensterpuppen, im englischen Mannequinns. Auch ihr „Ehemann“ ist nur eine Schaufensterpuppe Charlie schaut durchs Fenster der Kirche und ist geschockt. Traurig lehnt er sich an einen LKW, auf dem ACME Mannequinns steht.